# 私たち結婚しました (ウェブテレビ番組)
『私たち結婚しました』（わたしたちけっこんしました）は、2021年7月9日よりABEMA SPECIALチャンネルで配信されたウェブバラエティー番組。韓国MBCで放送された『私たち結婚しました』の日本版として配信。

## 概要
もしもあの芸能人が結婚したら、という仮想結婚の模様を送る恋愛バラエティー番組。
2021年4月に開局5周年を迎えた「ABEMA」の「ABEMA 5th Project」のひとつとして企画され、韓国MBCで9年間放送された『私たち結婚しました』の日本版リメイク番組。番組ジャンルは結婚モキュメンタリーとも記述される。日本版独自要素として漫画家の東村アキコがラブミッションを監修し、東村のイラストも多用されている。

## 出演者

### スタジオMC
- 三浦翔平（2021年7月9日 - ）番組MCを務める。シーズン1から出演。
- 千鳥 ノブ[3]（2021年7月9日 - 2022年8月5日）番組MCを務める。シーズン1から出演。シーズン4は出演を休止。
- チョコレートプラネット（2022年11月4日 - 2023年1月6日）番組MCを務める。シーズン4に出演。
- サバンナ 高橋（2024年3月15日 - ）番組MCを務める。シーズン5に出演。

### シーズンキャスト
- 河北麻友子（2021年7月9日 - 9月10日、2024年3月15日 - ）シーズン1、シーズン5に出演。
- 高橋みなみ（2022年6月3日 - 8月5日）シーズン3に出演。
- 川島海荷（2022年11月4日 - 2023年1月6日）シーズン4に出演。

### スペシャルゲスト
- ベッキー（2021年11月26日 - 12月3日、2022年1月28日 - 2月4日）シーズン2の第1回 - 第2回と第9回 - 第10回に出演。
- chay（2021年12月10日 - 17日）シーズン2の第3回 - 第4回に出演。
- 小島瑠璃子（2021年12月24日 - 2022年1月7日）シーズン2の第5回 - 第6回に出演。
- 堀田茜（2022年1月14日 - 21日）シーズン2の第7回 - 第8回に出演。
- トリンドル玲奈（2022年6月24日 - 7月1日）シーズン3の第4回 - 第5回に出演。
- 塩野瑛久（2022年7月8日、2024年5月10日 - 17日）シーズン3の第6回とシーズン5の第9回 - 第10回に出演。
- 足立梨花（2022年7月15日）シーズン3の第7回に出演。
- 浅香航大（2022年7月22日 - 29日）シーズン3の第8回 - 第9回に出演。
- 木村カエラ（2024年4月12日 - 19日）シーズン5の第5回 - 第6回に出演。
- 紺野彩夏（2024年4月26日 - 5月3日）シーズン5の第7回 - 第8回に出演。

### VTRキャスト

#### シーズン1
- 野村周平、さとうほなみ[4]
- 白洲迅、堀田茜[5]

#### シーズン2
- 浅香航大、トリンドル玲奈[6]
- 塩野瑛久、足立梨花[7]

#### シーズン3
- 佐野岳、島崎遥香
- 中田圭祐、川島海荷

#### シーズン4
- 瀬戸利樹、紺野彩夏[8]
- 久保田悠来、貴島明日香[9]

#### シーズン5
- 永田崇人、白間美瑠[10]
- 百瀬拓実、堀未央奈[11]

## 配信日程

### シーズン1
- 2021年7月9日 - 9月10日、全10回。
- 毎週金曜23:00から23:30、ABEMA SPECIALにて配信。

| #  | 放送日       | 放送時間 | 本編                                                                |
| -- | ------------ | -------- | ------------------------------------------------------------------- |
| 1  | 2021年7月9日 | 45分     | 誓いの指輪                                                          |
| 2  | 7月16日      | 30分     | 花束、ペアルック、そして「愛してる」                                |
| 3  | 7月23日      | 30分     | 初めての腕枕                                                        |
| 4  | 7月30日      | 30分     | 新婚旅行 さらに近づく二人の距離                                     |
| 5  | 8月6日       | 30分     | 【スタジオトーク ビデオ特別版】愛を語り、愛を叫ぶ                   |
| 6  | 8月13日      | 1時間    | 【スタジオトーク ビデオ特別版】夫婦円満の秘訣、仲直りのハグ         |
| 7  | 8月20日      | 30分     | 【スタジオトーク ビデオ特別版】優しさに思わず涙                     |
| 8  | 8月27日      | 30分     | 【スタジオトーク ビデオ特別版】ありがとう、愛してるよ               |
| 9  | 9月3日       | 30分     | 【スタジオトーク ビデオ特別版】夢語り合い、終わり近づく甘い時間     |
| 10 | 9月10日      | 1時間    | 【スタジオトーク ビデオ特別版】夫婦で最後の思い出を…1時間スペシャル |

### シーズン2
- 2021年11月26日 - 2022年2月4日、全10回。
- 毎週金曜23:00から23:30、ABEMA SPECIALにて配信。

| #  | 放送日         | 放送時間 | 本編                                   |
| -- | -------------- | -------- | -------------------------------------- |
| 1  | 2021年11月26日 | 1時間    | 誓いのキス                             |
| 2  | 12月3日        | 30分     | 横で笑う君が愛しくて                   |
| 3  | 12月10日       | 30分     | 来世も一緒になりたい                   |
| 4  | 12月17日       | 30分     | 君にギュッとしてほしくて               |
| 5  | 12月24日       | 30分     | 愛のおもてなし、挙式後に初めて迎える夜 |
| 6  | 2022年1月7日   | 1時間    | 漏れ出る本音と嫉妬…さらに深まる愛      |
| 7  | 1月14日        | 30分     | ずっと２人で手を繋ぎたいから           |
| 8  | 1月21日        | 30分     | 星に願いを、君にキスを                 |
| 9  | 1月28日        | 30分     | いつも心は君を呼んでいる               |
| 10 | 2月4日         | 1時間    | 恋のおわり、愛のはじまり               |

### シーズン3
- 2022年6月3日 - 8月5日、全10回。
- 毎週金曜23:00から23:30、ABEMA SPECIALにて配信。

| #  | 放送日       | 放送時間 | 本編                                                        |
| -- | ------------ | -------- | ----------------------------------------------------------- |
| 1  | 2022年6月3日 | 1時間    | 重なる手、ふれる唇、夫婦の誓い 1時間スペシャル              |
| 2  | 6月10日      | 30分     | 増えていく君との思い出                                      |
| 3  | 6月17日      | 30分     | 君にそっと触れ、鼓動が早くなる夜                            |
| 4  | 6月24日      | 30分     | 【スタジオトーク ビデオ特別版】あまい時間に溶けてしまう前に |
| 5  | 7月1日       | 30分     | 知れば知るほど好きになっていく                              |
| 6  | 7月8日       | 1時間    | 見つめあって、手を繋いで、離さない 1時間スペシャル          |
| 7  | 7月15日      | 50分     | 緊急拡大スペシャル！「キスしたいなと思った…」               |
| 8  | 7月22日      | 30分     | 【スタジオトーク ビデオ特別版】愛と切なさで溢れる新婚旅行   |
| 9  | 7月29日      | 30分     | 腕の中で君との夢を見る                                      |
| 10 | 8月5日       | 1時間    | ありったけの愛を込めて 最終回1時間スペシャル                |

### シーズン4
- 2022年11月4日 - 2023年1月6日、全10回。
- 毎週金曜23:00から23:30、ABEMA SPECIALにて配信。

| #  | 放送日   | 放送時間 | 本編                                                |
| -- | -------- | -------- | --------------------------------------------------- |
| 1  | 11月4日  | 1時間    | 健やかなる時も病める時も〜新婚生活のはじまり1時間SP |
| 2  | 11月11日 | 30分     | 触れ合う手と手、響きあう鼓動                        |
| 3  | 11月18日 | 30分     | 君がずっと笑顔で楽しそうにいられるように            |
| 4  | 11月25日 | 30分     | 気づけば、隣で声を聞いていることが当たり前で        |
| 5  | 12月2日  | 30分     | 夫婦円満ー今日さらに好きになったこと                |
| 6  | 12月9日  | 1時間    | それぞれの夫婦のカタチ 1時間スペシャル              |
| 7  | 12月16日 | 30分     | 私がここにいる理由になるから                        |
| 8  | 12月23日 | 45分     | 胸が痛んでもひとりじゃないから〜拡大スペシャル〜    |
| 9  | 12月30日 | 30分     | あなたと私でいられますように                        |
| 10 | 1月6日   | 1時間    | ただ、そばにいるよ                                  |

### シーズン5
- 2024年3月15日 - 5月17日、全10回。
- 毎週金曜23:00から23:30、ABEMA SPECIALにて配信。

| #  | 放送日        | 放送時間 | 本編                                        |
| -- | ------------- | -------- | ------------------------------------------- |
| 1  | 2024年3月15日 | 1時間    | 手が触れ合う瞬間にはじまる夫婦の誓い        |
| 2  | 3月22日       | 30分     | 今、純情な心が満たれさていく                |
| 3  | 3月29日       | 30分     | 赤い糸でむすばれて青い空に舞う白い羽        |
| 4  | 4月5日        | 45分     | 知れば知るほどに愛が溢れおちる夜            |
| 5  | 4月12日       | 30分     | 改めておれと結婚してください                |
| 6  | 4月19日       | 30分     | 今だからこそわかり合えること                |
| 7  | 4月26日       | 1時間    | 夫婦2組の本音が交差し、手をつないで笑いあう |
| 8  | 5月3日        | 30分     | あなたのそばで想いを寄せたい                |
| 9  | 5月10日       | 30分     | 誇れるほどに胸の中で枯れることのない        |
| 10 | 5月17日       | 1時間    | あなたがくれた私への愛                      |

## 音楽
| シーズン | 主題歌                                       | 作詞・作曲 |
| -------- | -------------------------------------------- | ---------- |
| 1        | aiko「シアワセ」                             | aiko       |
| 2        | 家入レオ×大原櫻子×藤原さくら「恋のはじまり」 | 家入レオ   |
| 3        | miwa「君が好きです」                         | miwa       |
| 4        | Uru「そばにいるよ」                          | 優里       |
| 5        | 木村カエラ「DAHLIA」                         |            |

## スタッフ
カッコ内の数字はシーズン。
- ラブミッション監修、イラスト：東村アキコ（1 - 4）
- ディレクター：伊藤綾乃（1 - 4）、首藤凜（1）、佐藤拓郎（1）、佐野達也（1）、筏津英一（2 - 3）、平賀知博（2、4）、宮本剛（2）、池田一英（3）、松本有哉（3）、丸山耕弥（3 - 4）、高崎寛明（4）
- 構成：佐々木貴博（1 - 4）
- 撮影：伊藤加菜子（1 - 2）、浦谷清顕（1 - 3）、内田喬（1 - 2、4）、花田弦（1 - 3）、中園智貴（1 - 3）、市川元樹（2 - 3）、松崎大（4）、武井俊幸（4）、徳山敦己（4）
- 音響効果：四元裕二（1 - 4）
- MA：原田圭吾（1 - 4）
- 制作：一力夢二（1 - 4）、松本真百（1 - 4）
- 美術：テレビ朝日クリエイト
- 技術協力：イマジカ
- 車輛：ドルフィンズ
- プロデューサー：浜崎元希（1 - 4）、吉澤美玖（1 - 4）、瀧川理香子（1 - 4）、神山健一郎（1 - 4）、東考育（1 - 4）、菅原康洋（1 - 4）
- 宣伝：高橋奈々（4）、原田美希（3 - 4）

- 製作協力：テレビマンユニオン
- 制作著作：AbemaTV